# Obersendling (métro de Munich)
Obersendling (en allemand : U-Bahnhof Obersendling)  est une station de la ligne U3 du métro de Munich. Elle est située à la limite entre les quartiers de Thalkirchen et Obersendling, dans le secteur de Thalkirchen-Obersendling-Forstenried-Fürstenried-Solln, à Munich en Allemagne.

## Situation sur le réseau

Plan du métro (2020).

## Histoire
La station de métro Obersendling est construite selon les plans de Josef Karg et Manfred Kessler. L'ouverture a lieu le 28 octobre 1989. La structure a une plate-forme centrale. Le plafond est recouvert de panneaux lumineux et éclairés. Les murs montrent les piles de béton découvertes utilisées pour construire le tunnel. Cette construction est possible, car la station se situe au-dessus des eaux souterraines et, par conséquent, les murs n'ont pas à être scellés contre la pénétration d'eau. Les pieux de gros œuvre sont peints en brun rouille, ce qui forme un contraste de couleur avec le toit clair. Étant donné que ce type de construction permet une construction peu coûteuse et rapide, il sert de modèle pour d'autres tunnels.

## Services aux voyageurs

### Intermodalité
La station de métro Obersendling offre des liaisons avec les lignes de S-Bahn 7 et 20 et les trains régionaux (BOB et Meridian). Cependant, il y a 400 m de marche entre la station de métro et la gare de S-Bahn Siemenswerke.
La station est en correspondance avec la ligne d'omnibus 134 et 136 de la Münchner Verkehrsgesellschaft.